# یواس‌اس نشانیک (ای‌او-۷۱)

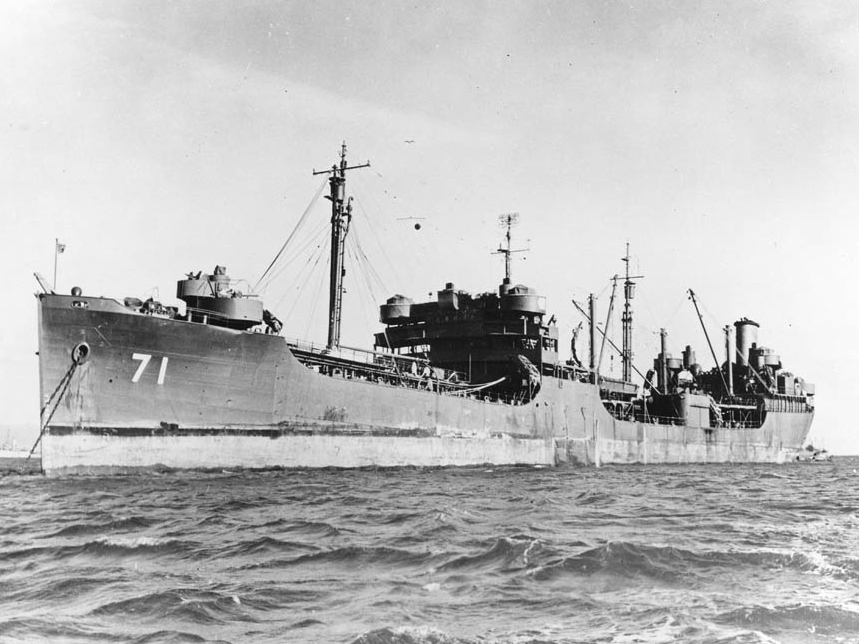
یو اس اس نشانیک (ای او - ۷۱)

یواس‌اس نشانیک (ای‌او-۷۱) (به انگلیسی: USS Neshanic (AO-71)) یک کشتی بود که طول آن ۵۰۱ فوت ۷٫۷۵ اینچ (۱۵۲٫۹۰۱۷ متر) بود. این کشتی در سال ۱۹۴۲ ساخته شد.